# Roman-Herzog-Medienpreis
Der Roman-Herzog-Medienpreis wird gelegentlich durch den Konvent für Deutschland zu Themen der Reformfähigkeit Deutschlands verliehen.  2007 war Heribert Prantl erster Träger des Preises.
Darunter fallen Themen wie Föderalismus, Finanzverfassung, Bürgerrechte, Wahlrecht und Wahlsystem in Deutschland. 
Ausgezeichnet werden sollen Journalisten, die sich in ihrer Berichterstattung besonders mit Themen zur Reformfähigkeit befasst haben.
Er wurde erstmals am Vorabend des Journalistensymposiums zur „Handlungsfähigkeit Deutschlands in Europa“ am 4. Dezember 2007 im Hotel Adlon, in dem Roman Herzog 1997 seine berühmte „Ruck-Rede“ gehalten hatte, zum Thema Föderalismus I und II verliehen.
Heribert Prantl, Ressortleiter für Innenpolitik bei der Süddeutschen Zeitung, erhielt für seinen Artikel Reform von Bund und Ländern: Die Mängel der Finanzverfassung und ihre Korrekturen vom 1. August 2007 den ersten Roman-Herzog-Medienpreis.
Die Auswertung der Berichterstattung zu Föderalismus I und II erfolgte auf der Basis einer Medienanalyse inklusive einer inhaltsanalytischen Untersuchung. Ausgewertet wurden Beiträge, in denen  Föderalismusreform I und II explizit und ausführlich angesprochen wurden.
Die Bedingungen werden vom Konvent für Deutschland aufgestellt. Eine Jury aus Konventkreis-Mitgliedern und Geschäftsführung bewertet die Berichterstattung zum ausgewählten Thema.
Der Preis ist mit 5.000,-Euro dotiert.

## Preisträger
- Heribert Prantl (2007)
- Robin Mishra (2009)
- Dirk Kurbjuweit (2010/2011)
- Ulrich Teusch (2013)